# Periclimenella
Periclimenella is een geslacht van kreeftachtigen uit de klasse van de Malacostraca (hogere kreeftachtigen).

## Soorten
- Periclimenella petitthouarsii (Audouin, 1826)
- Periclimenella spinifera (de Man, 1902)